# НРЛ ол-стар утакмица
НРЛ ол-стар утакмица (енгл. NRL All Stars Game) ревијална је рагби 13 утакмица и спортски спектакл који се одржава почетком сваке године у Океанији, када је лето на Јужној полулопти.        
У овој утакмици снаге одмеравају најбољи рагбисти абориџинског порекла и најбољи тринаестичари маорског порекла.

## Интересовање, улазнице, навијачи и тв пренос
Десетине хиљада људи гледају НРЛ ол-стар уживо. Преко милион љубитеља рагбија 13 широм Света прати спектакл преко интернета и телевизије. Најн нетворк и Фокс спортс омогућују пренос НРЛ ол-стар утакмице. Најефтинија улазница у продаји је око 10 аустралијских долара.

## Бирање најбољих рагбиста за НРЛ ол-стар
Учешће рагбиста на утакмици одређује гласање навијача и гласови главних тренера обе екипе. Има места за 40 рагбиста, по 20 играча у обе екипе, 13 су стартна постава, 4 измене и 3 резерве.

## Најкориснији рагбиста НРЛ ол-стар утакмице, медаља Престон Кембел
Најбољи рагбиста НРЛ ол-стар утакмице, осваја награду, медаљу Престон Кембел. Играчи гласају и бирају најбољег рагбисту утакмице.   
Престон Кембел, момак абориџинског порекла је годинама успешно играо рагби 13 у линији, за репрезентацију Новог Јужног Велса, као и за 4 клуба, Голд Коуст чарџерсе, Кронула шарксе, Пенрит пантерсе и Голд Коуст тајтансе. Престон Кембел је осмислио идеју НРЛ ол-стар утакмице.

## Историја
НРЛ ол-стар утакмица је одржана први пут 13.2.2010. године у Гоулд Коусту, у Квинсленду, у Аустралији. 
НРЛ ол-стар утакмица 2023. одиграна је на Новом Зеланду, у граду Роторуа.
2021. НРЛ ол-стар утакмица је једини пут у повести рагбија 13, завршена нерешено.
Највећа посета на НРЛ ол-стару је забележена 2013. када је у Бризбејну,  било преко 41 000 гледалаца.

### Досадашње НРЛ ол-стар утакмице
| Година    | Датум одигравања  | Домаћин                                      | Победник           | Резултат | Поражени           | Медаља Престон Кембел                                  |        |
| Гледалаца |                   |                                              |                    |          |                    |                                                        |        |
| --------- | ----------------- | -------------------------------------------- | ------------------ | -------- | ------------------ | ------------------------------------------------------ | ------ |
| 2010.     | 13. фебруар 2010. | Голд Коуст, Квинсленд, Аустралија            | Абориџини ол старс | 16 : 12  | НРЛ ол старс       | Џонатан Турстон, организатор игре (Канбера рејдерси)   | 26 687 |
| 2011.     | 12. фебруар 2011. | Робина, Голд Коуст, Квинсленд, Аустралија    | НРЛ ол старс       | 28 : 12  | Абориџини ол старс | Џошуа Дуган, фулбек (Канбера рејдерси)                 | 25 843 |
| 2012.     | 4. фебруар 2012.  | Робина, Голд Коуст, Квинсленд, Аустралија    | НРЛ ол старс       | 36 : 28  | Абориџини ол старс | Нејтан Мерит, крило (Саут Сиднеј рабитоси)             | 26 039 |
| 2013.     | 9. фебруар 2013.  | Бризбејн, Аустралија                         | Абориџини ол старс | 32 : 6   | НРЛ ол старс       | Бенџамин Барба, фулбек (Кентербери булдогси)           | 41 201 |
| 2015.     | 13. фебруар 2015. | Робина, Голд Коуст, Квинсленд Аустралија (2) | Абориџини ол старс | 20 : 6   | НРЛ ол старс       | Џорџ Роуз, стуб (Сеинт Џорџ Илевара дрегонси)          | 23 177 |
| 2016.     | 13. фебруар 2016. | Бризбејн, Квинсленд Аустралија               | Светски ол старс   | 12 : 8   | Абориџини ол старс | Џејмс Грејем, стуб (Кентербери булдогси)               | 37 339 |
| 2017.     | 10. фебруар 2017. | Њукасл (Нови Јужни Велс), Аустралија (2)     | Абориџини ол старс | 34 : 8   | Светски ол старс   | Џонатан Турстон (2) (Кентербери бенкстаун булдогси)    | 20 241 |
| 2019.     | 15. фебруар 2019. | Мелбурн, Викторија Аустралија                | Абориџини ол старс | 34 : 14  | Маори ол старс     | Тајрон Робертс, организатор игре (Голд Коуст тајтенси) | 18 802 |
| 2020.     | 20. фебруар 2020. | Робина, Голд Коуст, Квинсленд Аустралија     | Маори ол старс     | 30 : 16  | Абориџини ол старс | Брендон Смит, талонер (Мелбурн сторм)                  | 23 599 |
| 2021.     | 17. јануар 2021.  | Таунсвил, Квинсленд Аустралија               | Маори ол старс     | 10 : 10  | Абориџини ол старс | Џејмс Фишер Херис, стуб (Пенрит пантерси)              | 20 206 |
| 2022.     | 12. фебруар 2022. | Парамата, Сиднеј Нови Јужни Велс, Аустралија | Абориџини ол старс | 28 : 24  | Маори ол старс     | Џозеф Тапин, стуб (Канбера рејдерси)                   | 26 755 |
| 2023.     | 11. фебруар 2023. | Роторуа, Нови Зеланд                         | Абориџини ол старс | 28 : 24  | Маори ол старс     | Нико Хајнс, организатор игре (Кронула шаркси)          | 17 644 |
| 2024.     | 18. фебруар 2024. | Таунсвил, Квинсленд, Аустралија (2)          | Абориџини ол старс | 22 : 14  | Маори ол старс     | Брејдон Триндал, организатор игре (Кронула шаркси)     | 17 644 |

### Вечна табела и статистика
| Земља               | Број учешћа | Победа | Нерешено | Пораз |
| ------------------- | ----------- | ------ | -------- | ----- |
| Абориџини ол старси | 14          | 7      | 1        | 6     |
| Маори ол старси     | 7           | 3      | 1        | 3     |
| Светски ол старси   | 2           | 1      | 0        | 1     |
| НРЛ ол старси       | 5           | 2      | 0        | 3     |